# Centre hospitalier de La Rochelle
 (mars 2022).
Si vous disposez d'ouvrages ou d'articles de référence ou si vous connaissez des sites web de qualité traitant du thème abordé ici, merci de compléter l'article en donnant les références utiles à sa vérifiabilité et en les liant à la section « Notes et références ».
Le centre hospitalier de La Rochelle est un hôpital public situé à La Rochelle, dans le département français de la Charente-Maritime en région Nouvelle-Aquitaine. 

## Historique
L'Hôpital général, dit Hôpital Saint-Louis, est fondée en 1667 par l'intendant Charles Colbert du Terron pour accueillir les indigents et les enfants orphelins ou abandonnés. Implanté dans un premier temps sur le domaine du Plessis dans le faubourg Saint-Éloi, l'hôpital est transféré dans la Villeneuve à l'emplacement qu'il occupe encore à la suite de la révocation de l'édit de Nantes et la dévolution des biens du consistoire. Sa direction est confiée aux Filles de la Sagesse. 
L'aile droite et d'autres bâtiments sont bâtis par les architectes entrepreneurs Henry David et François Maistre (1719), auxquels sont ajoutés des bâtiments s'organisant autour de deux cours de chaque côtés de la chapelle (1725), du passage couvert entre la chapelle et le pavillon est (1732) et des pavillons d'accès à la rue. 
Au moment de la Révolution, les différents hôpitaux de la ville sont rattachés à l'hôpital Saint-Louis. 
En 1842, sont construits le quartier Pasteur pour les femmes (angle nord-ouest) et celui du Refuge pour les hommes (angle sud-est), puis, de 1870 à 1876, le pavillon Rey par Brossard, et, en 1884, du pavillon d'isolement. Une crèche est installée en 1889.
Au cours du XXe siècle, l'hôpital connaît différentes phases de réaménagement.

## Chapelle de l'hôpital Saint-Louis
La chapelle Saint-Louis est construite en 1689. Ses plans pourrait être de l'ingénieur du roi François Ferry.
Au milieu du XIXe siècle, la chapelle est restaurée. Le peintre Mongis est chargé de la décoration du chœur.

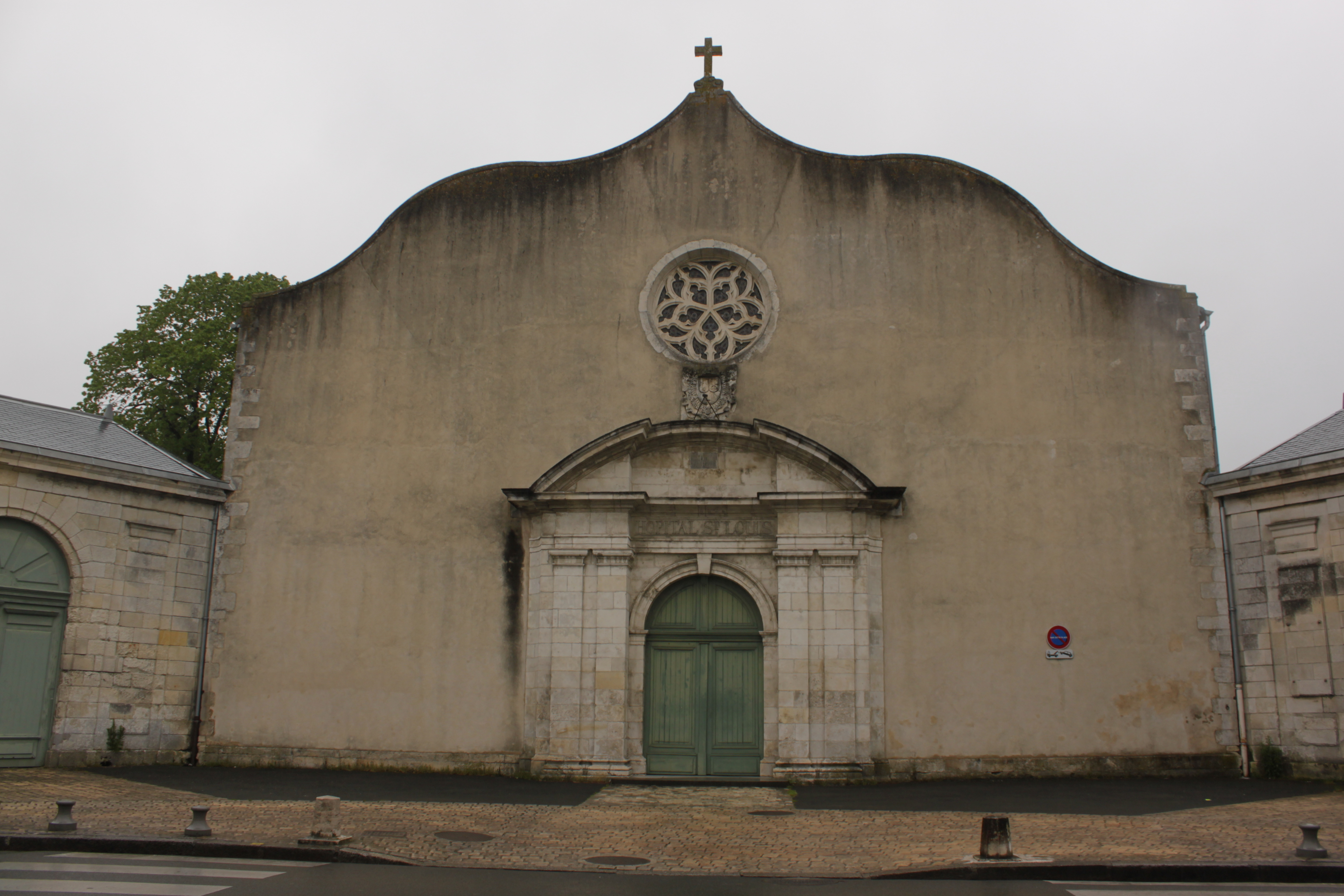
Vue extérieure de la chapelle de l'hôpital
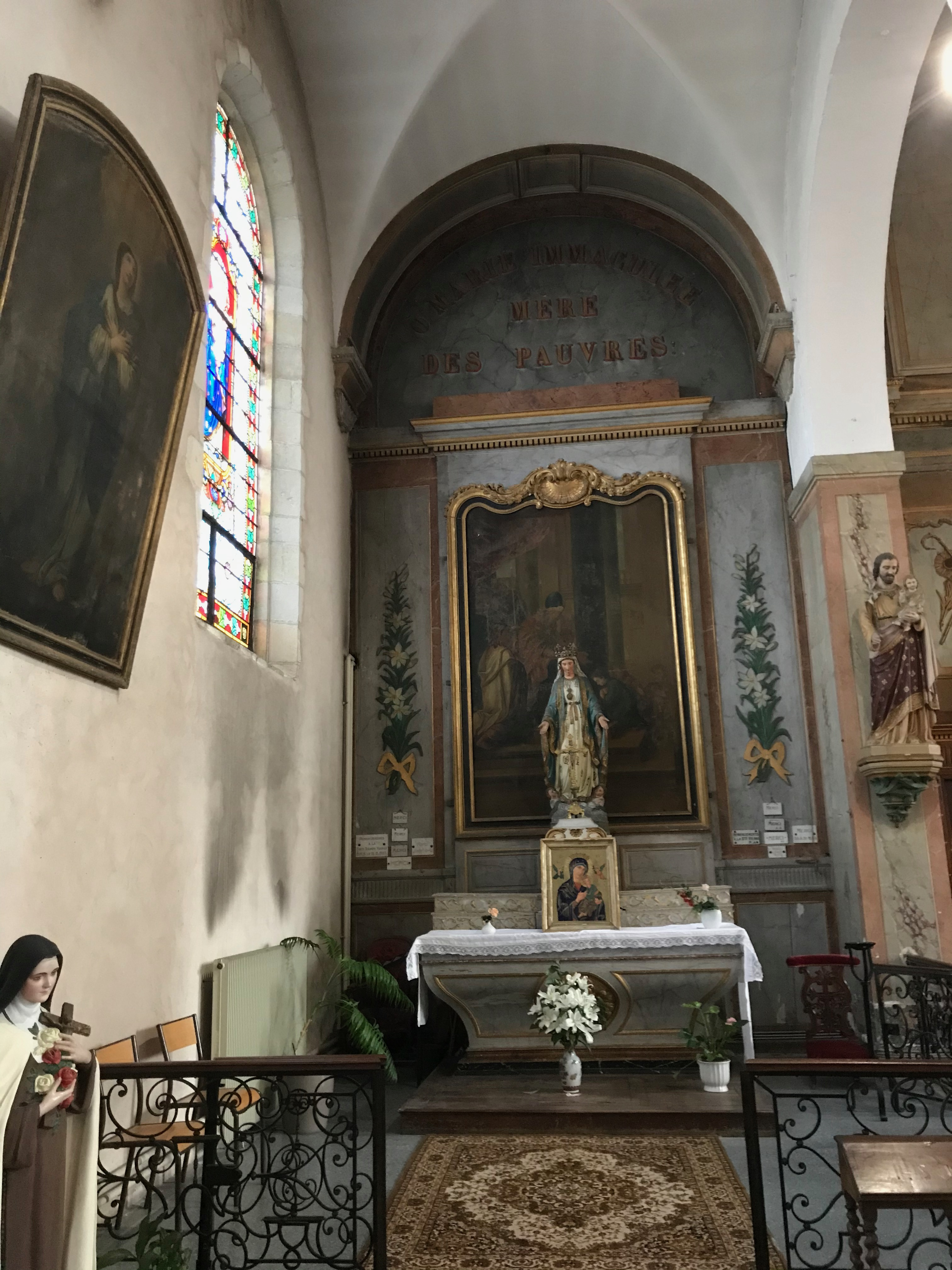
Chapelle de la Vierge
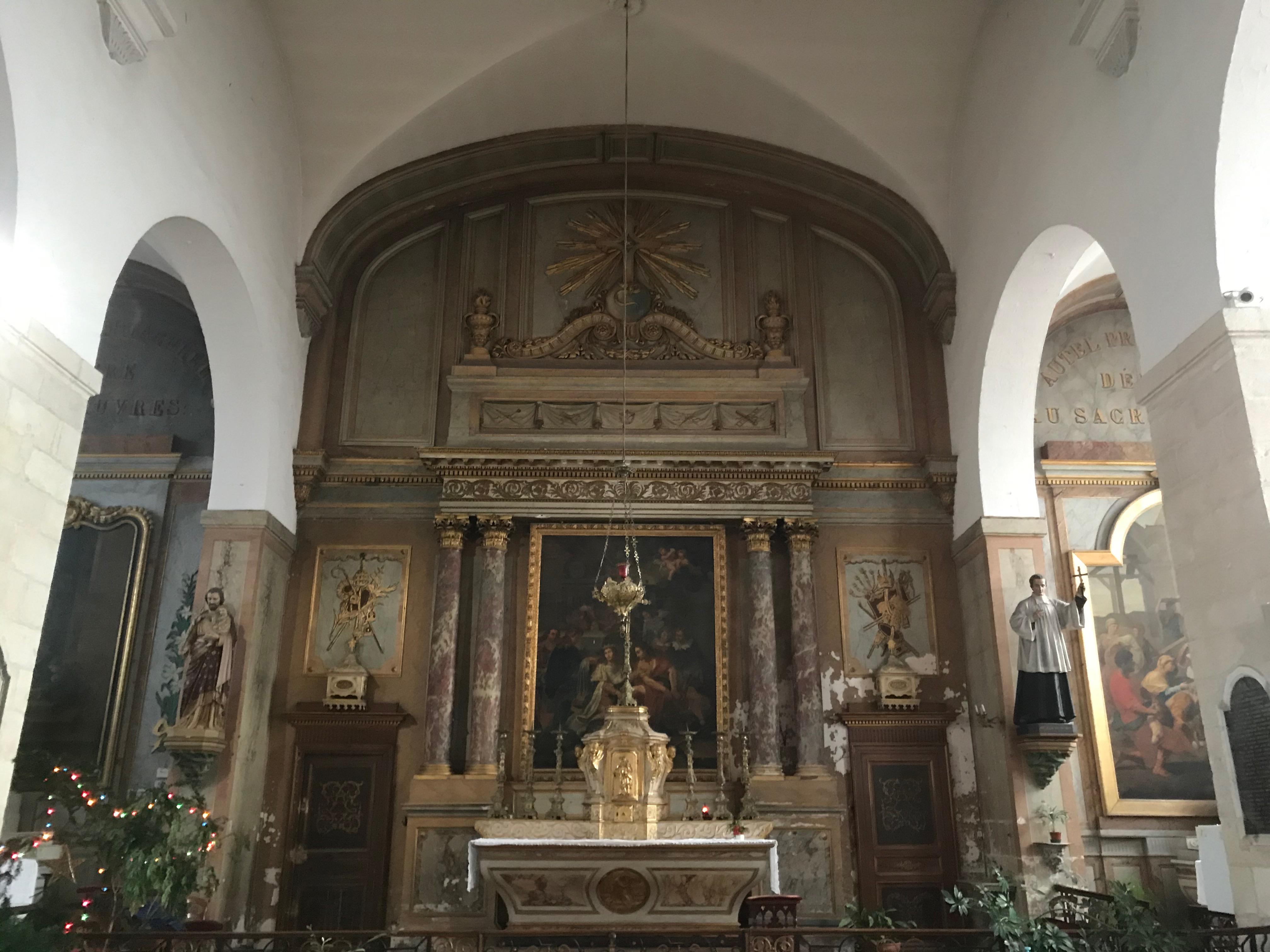
Chœur de la chapelle
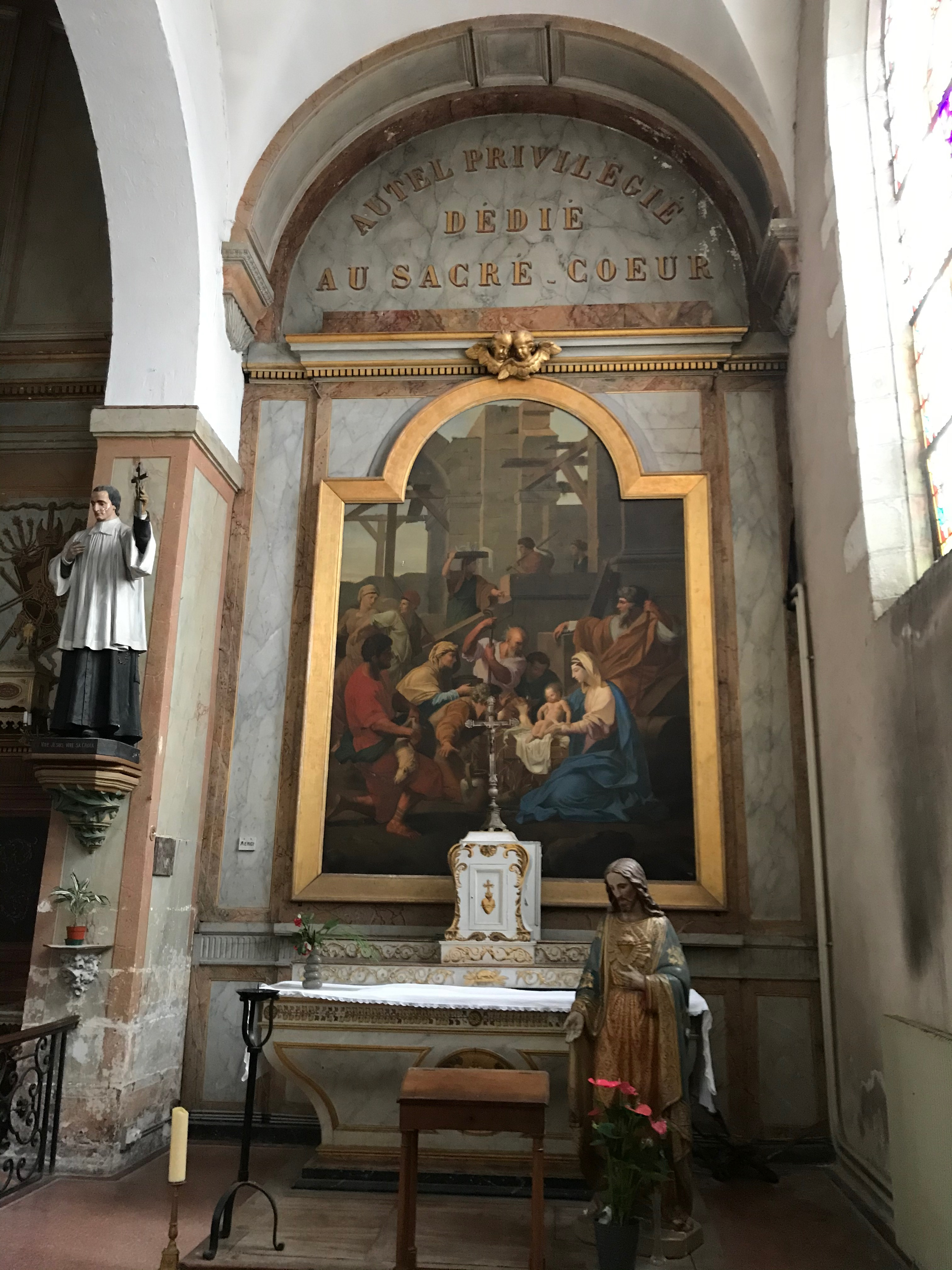
Chapelle latérale

## Sources
- Pascal Even, Notes sur la chapelle de l'hôpital Saint-Louis de la Rochelle, Fédération des Sociétés savantes de la Charente-Maritime, 1982
- François de Vaux de Foletier, La Rochelle d'autrefois et d'à présent, Pijollet, 1923